# Бридня, Игорь Викторович
Игорь Викторович Бридня (укр. Ігор Вікторович Брідня; род. 20 июля 1988) — украинский футболист, нападающий.

## Игровая карьера
В 2002 году защищал цвета ДЮСШ Винницкой «Нивы» в детско-юношеской футбольной лиге. С 2003 года учился в киевской футбольной школе «Смена-Оболонь». С 2005 года играл в дубле «Оболони».
В 2009 году перешёл в винницкую «Нива», откуда в феврале 2010 года перебрался в «Тирасполь». В высшем дивизионе Молдавии дебютировал 7 марта 2010 года в гостевом матче против «Шерифа». На поле вышел на 86 минуте, заменив Юрия Бондарчука. Всего в чемпионате Молдавии сыграл 23 матча, забил 4 мяча.
В следующем году вернулся на Украину. Продолжил карьеру в команде «Еднисть», а затем в МФК «Николаев».